# 波莫納鎮區 (堪薩斯州富蘭克林縣)
波莫納鎮區（英語：Pomona Township）為位在美國堪薩斯州富蘭克林縣的鎮區。2010年美国人口普查中該鎮區人口有1,078人。

## 地理
波莫納鎮區涵蓋面積54.45平方（21.02平方英里），境內擁有一城鎮：波莫納。根據美國地質調查局的資料，此鎮區僅有1座墓園：伍德朗墓園（Woodlawn Cemetery）。
該鎮區有哈德菲什溪（Hard Fish Creek）以及洛斯特溪（Lost Creek）等溪流通過。

## 人口統計
根據2010年美國人口普查，波莫納鎮區人口有1,078人，人口密度為19.98人/平方公里。種族組成方面，95.08%為白人；0.37%為非裔美洲人；0.37%為美洲原住民；0%為亞洲人；0.09%為太平洋島民；0.28%為來自其他種族；另外有2.23%來自兩個或以上的種族。而其他族裔如西班牙裔美國人或拉丁美洲人等佔該鎮區人口的2.97%。

## 外部連結
- USGS Geographic Names Information System (GNIS) （页面存档备份，存于）
- US-Counties.com
- City-Data.com （页面存档备份，存于）